# Das Ministerium für alberne Gangarten

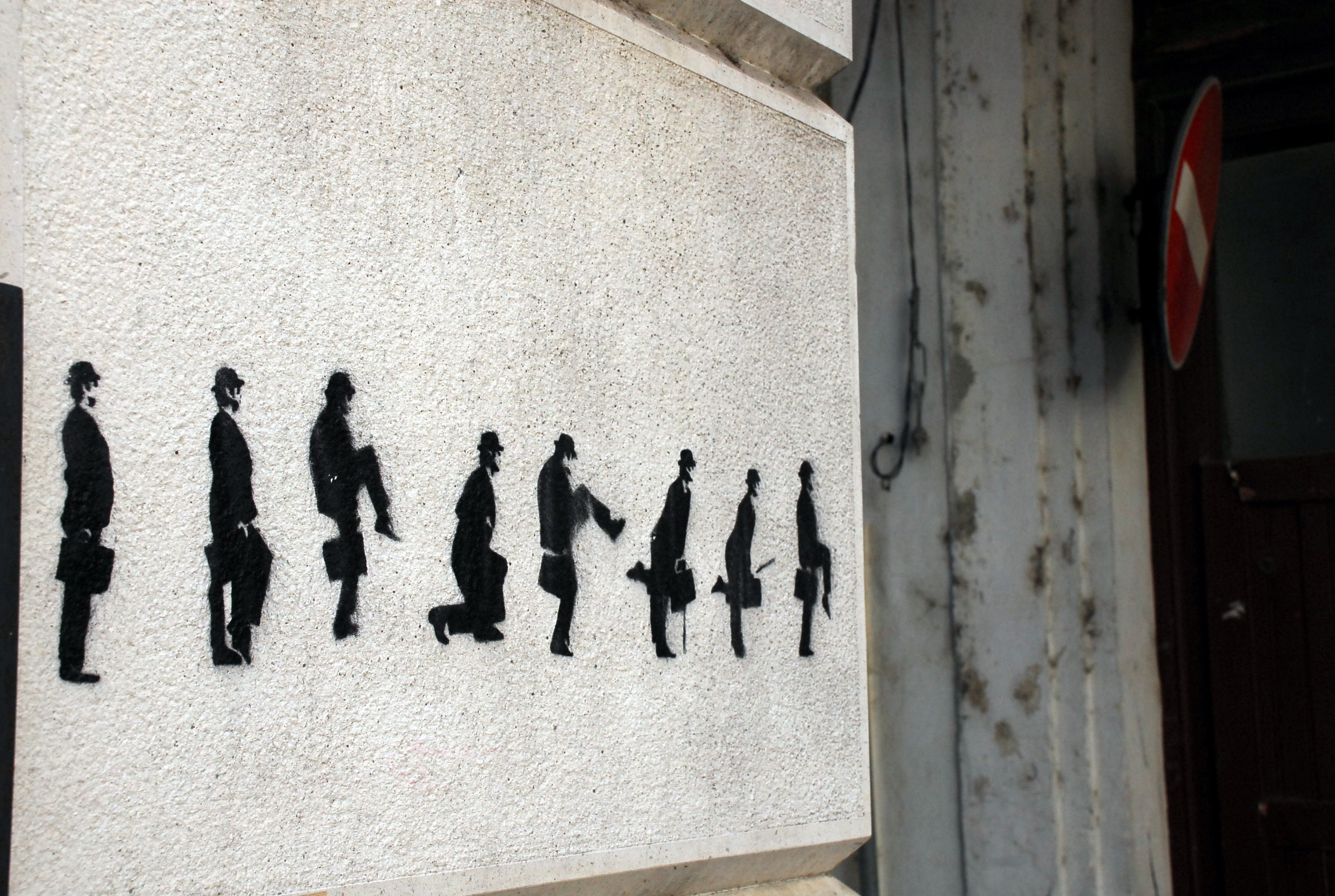
Silly Walk als Street Art

Das Ministerium für alberne Gangarten (englisch: The Ministry of Silly Walks) ist ein Sketch der Komikergruppe Monty Python und wurde in der Fernseh-Show Monty Python’s Flying Circus im Jahr 1970 in der zweiten Staffel in Episode 1 erstmals ausgestrahlt. Geschrieben wurde der Sketch von Terry Jones und Michael Palin.

## Inhalt
Der Sketch beginnt mit John Cleese, der vornehm und mit einer Melone auf dem Kopf auf dem Weg zur Arbeit ist. Nach dem Kauf der Times begibt er sich zu seinem Arbeitsplatz im Ministerium für alberne Gänge. Da sein Gang immer komischer wird, braucht er dafür immer mehr Zeit.
An seinem Arbeitsplatz angekommen, wartet schon Mr. Putney (dargestellt von Michael Palin) auf ihn. Er berichtet, dass er ebenfalls einen albernen Gang hätte, den er gerne staatlich fördern lassen wolle, und wird aufgefordert, eine Kostprobe zu geben. Wie sich herausstellt, ist der Gang von Mr. Putney nicht besonders albern: das rechte Bein ist überhaupt nicht albern und das linke macht lediglich bei jedem zweiten Schritt in der Luft eine halbe Drehung.
Cleese als Ministeriumsmitarbeiter steht auf und demonstriert dem Besucher noch einmal seinen Gang. Dabei verwendet er auch einen scherenartigen Gang, wie er bei Personen mit einer spastischen Lähmung vorkommt. Vor allem der Gang von Cleese, der stark im Widerspruch zur Seriosität eines Ministeriumsmitarbeiters steht, hat den Sketch berühmt gemacht.
Cleese erläutert, dass nach den Staatsausgaben für Verteidigung, Sozialversicherung, Gesundheit, Wohnen und Bildung kaum mehr Fördermittel für alberne Gänge übrig bleiben. Im Augenblick bekomme das Ministerium für alberne Gänge nur 348.000.000 £ im Jahr.
Er bittet seine Sekretärin, zwei Tassen Kaffee zu bringen. Die Sekretärin hat jedoch ebenfalls einen so albernen Gang, dass sie alles verschüttet und das Tablett gleich wieder mitnimmt. Nachdem Cleese seinem Besucher einen kurzen Stummfilm über alberne Gänge vorgeführt hat, endet der Sketch schließlich damit, dass Cleese seinem Besucher anbietet, an einem englisch-französischen Gemeinschaftsprojekt La Marche Futile teilzunehmen, eine Parodie auf die damalige englisch-französische Zusammenarbeit im Zusammenhang mit dem Überschallflugzeug Concorde. Dargeboten wird dies durch einen Mann (Terry Jones), der eine gemischt englisch-französische Kleidung trägt und zu einer schneller werdenden Version der Marseillaise alberne Gänge vorträgt.

## Sonstiges
- Eine verkürzte Fassung von Silly Walks wurde in dem Comedy-Film Monty Python Live at the Hollywood Bowl verwendet.
- Beim Filmfestival in Montreux 1971 wurde von Monty Python eine Spezialausgabe aufgeführt, die dann auch mit der silbernen Rose ausgezeichnet wurde. Diese Spezialausgabe enthielt auch Silly Walks.[1]
- Der Sketch wurde später von zahlreichen Shows, Comics und Videospielen imitiert. Auch Cleese selbst wurde immer wieder dazu aufgefordert, alberne Gänge vorzuführen.
- Cleese fand es mit den Jahren immer schwieriger, den Sketch erneut vorzutragen, obwohl er oft dazu aufgefordert wurde. Irgendwann sagte er: „Ich mache keine albernen Gänge mehr“.
- Einige Beobachter glaubten, in dem Sketch eine Satire auf britische Regierungsprojekte zu sehen. Die Komikergruppe selbst befragt, sagte dazu jedoch, dass sie nichts weiter im Sinne hatte als bloße Albernheit. Manche Fans sagten zu Cleese, dass sie diesen Sketch für den besten der Gruppe hielten.
- Im Jahr 2005 wurde der Sketch bei einer Umfrage in Großbritannien auf Platz 15 der besten Sketche aller Zeiten gewählt.
- In einer späteren deutsch synchronisierten Fassung wurde der Titel in Das Ministerium für dumm gelaufen übersetzt.
- In der norwegischen Kleinstadt Ørje wurden anstatt der normalen Zebrastreifenschilder Schilder mit dem Bild eines stilisierten, albern gehenden John Cleese aufgestellt.
- In der niederländischen Stadt Eindhoven hat John Cleese am 25. April 2016 den sogenannten Silly-Walk-Tunnel eröffnet. Der Tunnel verbindet die Universität und den Veranstaltungsort Effenaar. Die Wände zeigen Bilder von John Cleese, während er den Silly Walk praktiziert.[2]
- In zahlreichen Kommentaren und Karikaturen wird der EU-Austritt des Vereinigten Königreichs als alberner Gang dargestellt.
- Am Dartmouth College in den USA erstellte 2020 ein Forscherteam die nicht ganz ernst gemeinte Analyse, wie albern die Silly Walks tatsächlich seien.[3]
- Als John Cleese als „Q“ in James Bond 007 – Stirb an einem anderen Tag seinen Dienstwagen, einen Aston Martin V12 Vanquish, vorstellt, spielt das verzerrte Bild hinter dem unsichtbaren Auto auf den Silly Walk an.
- Das LaTeX Paket Sillypage, das von Phelype H. Oleinik und Paolo R. M. Gerada geschrieben wurde, ermöglicht die Verwendung von Silhouetten von Cleese’s Gang als Seitennummern in einem Dokument.[4]
- Laut einer Studie, die im British Medical Journal veröffentlicht wurde, erfordert ein alberner Spaziergang 2,5-mal so viel Energie wie ein normaler Spaziergang.[5]